# Pra Não Pensar em Você
Pra Não Pensar em Você é o décimo sexto álbum de estúdio da dupla brasileira de música sertaneja João Mineiro & Marciano. Foi lançado pela gravadora Polygram, no ano de 1991. Ganhou o disco de ouro no Brasil.

## Recepção da crítica
No Jornal do Brasil, Aldir Blanc, David Trompowsky e Marcus Veras classificaram o álbum como "razoável". Fábio Rodrigues, João Máximo e Tárik de Souza o classificaram como "ruim".

## Faixas
| N.º | Título                              | Compositor(es)                           | Duração |  |
| 1.  | "Pra Não Pensar em Você"            | Joel Marques                             | 3:30    |  |
| 2.  | "Não Consigo Esquecer Minha Mulher" | César Augusto / Marciano                 | 3:20    |  |
| 3.  | "Fui Homem Demais"                  | Zezé Di Camargo                          | 3:56    |  |
| 4.  | "Mil Amores"                        | César Augusto / Marciano                 | 3:45    |  |
| 5.  | "Até Você Voltar pra Mim"           | Mauro Motta / Paulo Sérgio Valle         | 3:52    |  |
| 6.  | "Cama Dividida"                     | Mario Maranhão / Tivas                   | 3:39    |  |
| 7.  | "Chuva de Verão"                    | Darci Rossi / Marciano                   | 3:13    |  |
| 8.  | "Como as Ondas do Mar"              | Carlos Colla / Marcos Valle              | 2:57    |  |
| 9.  | "Contando Léguas"                   | Moacyr Franco / Guto Franco              | 3:00    |  |
| 10. | "Foi Por Amor"                      | César Augusto / Marciano                 | 2:50    |  |
| 11. | "Você Agora Sou Eu"                 | César Augusto / César Rossini / Marciano |         |  |